# Hermann Junker

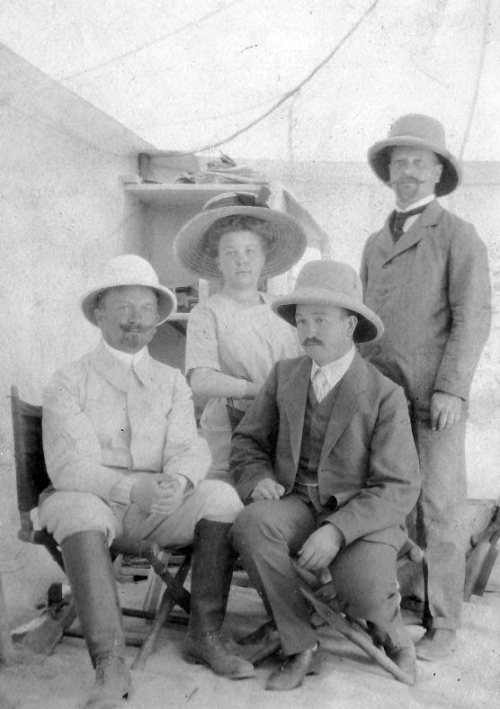
Hermann Junker (sitzend, rechts) in Arminna, um 1911/12

Hermann Junker (* 29. November 1877 in Bendorf/Rhein; † 9. Januar 1962 in Wien) war ein deutscher Ägyptologe.

## Leben

### Pastorale Tätigkeit
Hermann Junker wurde 1877 in Bendorf als Sohn eines Buchhalters geboren. 1896 trat er in das Priesterseminar in Trier ein. Bereits während des Theologiestudiums zeigte er ein großes Interesse für Philosophie und orientalische Sprachen. Nach vierjährigem Studium erhielt Junker im Jahr 1900 die Priesterweihe und wurde Kaplan an St. Laurentius in Ahrweiler. Er betrieb aber daneben weiterhin Sprachstudien und besuchte an einem Tag pro Woche ein Anfängerkolleg zur altägyptischen Sprache bei Alfred Wiedemann an der Universität Bonn.

### Studium der Ägyptologie
Nach seiner Priesterweihe studierte Junker ab 1901 bei Adolf Erman in Berlin Ägyptologie. Die besondere Rolle, die Junkers katholische Verortung bei der Ausübung seiner Wissenschaft spielte, wurde in der jüngeren Forschung offenbar.
Im Rahmen des Projektes des Wörterbuchs der ägyptischen Sprache befasste er sich mit der jüngsten altägyptischen Sprachstufe, den Texten aus ptolemäischer und römischer Zeit und promovierte 1903 mit der Arbeit „Über das Schriftsystem im Tempel der Hathor in Dendera“.
1906 erschien Junkers Habilitationsschrift „Grammatik der Denderatexte“, was ihm ermöglichte, sich um den freigewordenen Lehrstuhl für Ägyptologie in Wien zu bewerben. 1907 erfolgte die Berufung zum Privatdozenten an der Universität Wien.
1908 reiste er zum ersten Mal nach Ägypten, um für die Preußische Akademie der Wissenschaften an der Dokumentation des Tempels von Philae mitzuarbeiten. Ein Jahr später wurde er zum außerordentlichen Professor für Ägyptologie an der Universität Wien berufen. Als Mitglied der Ägyptischen Kommission der österreichischen Akademie der Wissenschaften wurde Junker auch offiziell als Grabungsleiter vorgeschlagen.

### Erste Grabungstätigkeiten

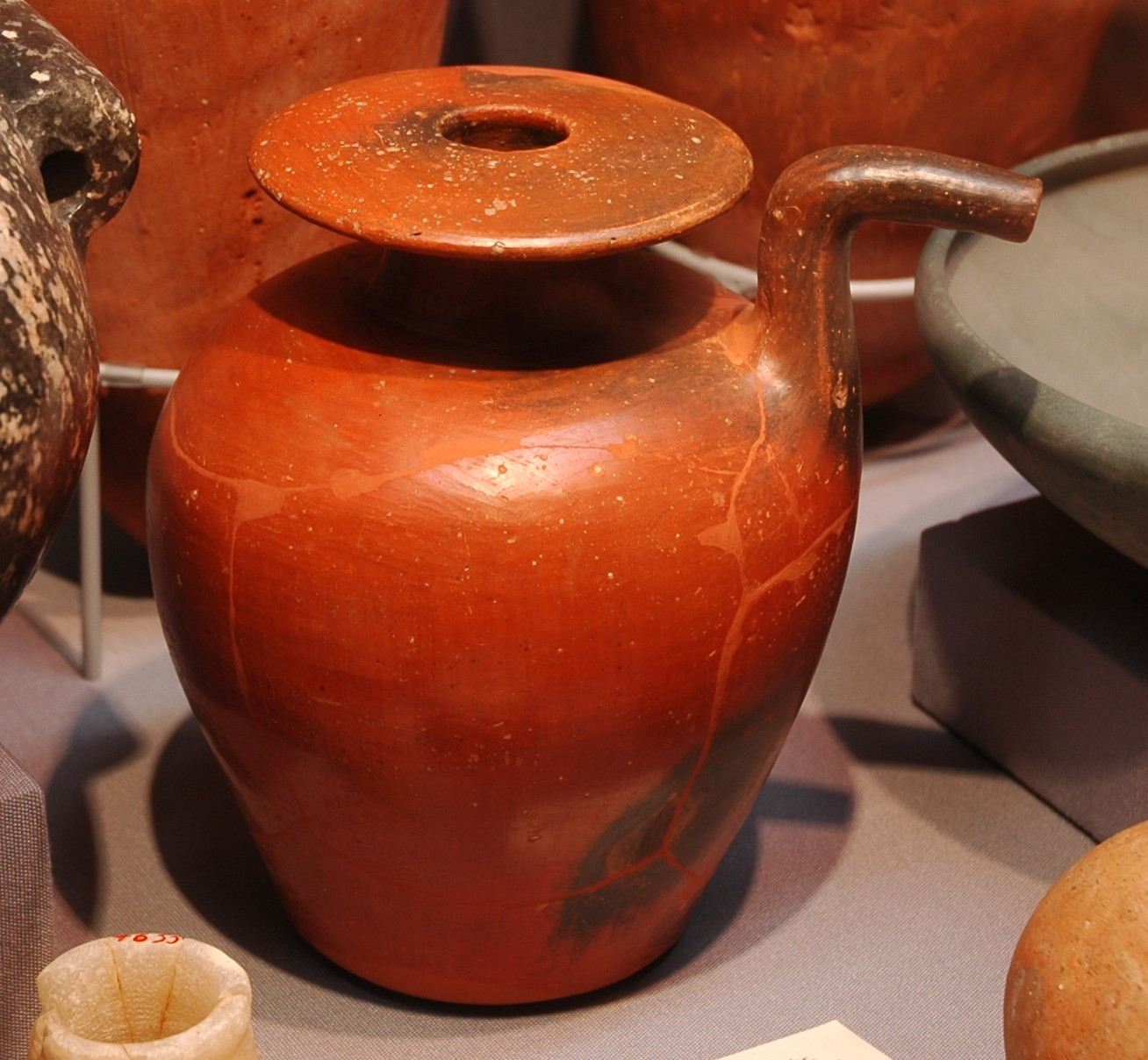
Keramik aus der Grabung in Tura im KHM

Durch gezielte Grabungen versuchte Junker Lücken in den Beständen der ägyptischen Sammlungen und Museen zu schließen. Auch in diesem Sinne führte er im Winter 1909/10 die erste offizielle österreichische Grabung in dem kleinen Ort Tura in der Nähe von Kairo aus, wo reiche prähistorische Funde die Bestände des Kunsthistorischen Museum Wien ideal ergänzten. Im darauffolgenden Winter leitete er Grabungen in el-Kubanieh nördlich von Assuan, wo nicht nur frühzeitliche Gräber, sondern auch Friedhöfe aus dem Mittleren Reich und der sogenannten nubischen C-Gruppe zum Vorschein kamen. Das Interesse an den nubischen Bevölkerungsstrukturen lenkte Junkers Aufmerksamkeit auf den Ort Toschke in Mittelnubien. Dort konnte er im Winter 1911/12 weitere Friedhöfe aus dem Mittleren Reich, der C-Gruppe, der meroitischen Zeit und der frühchristlichen Zeit ausgraben.
Die Ergebnisse dieser Arbeiten brachten ihm 1912 die Ernennung zum Ordinarius für Ägyptologie an der Universität Wien ein.

### Grabungen in Gizeh

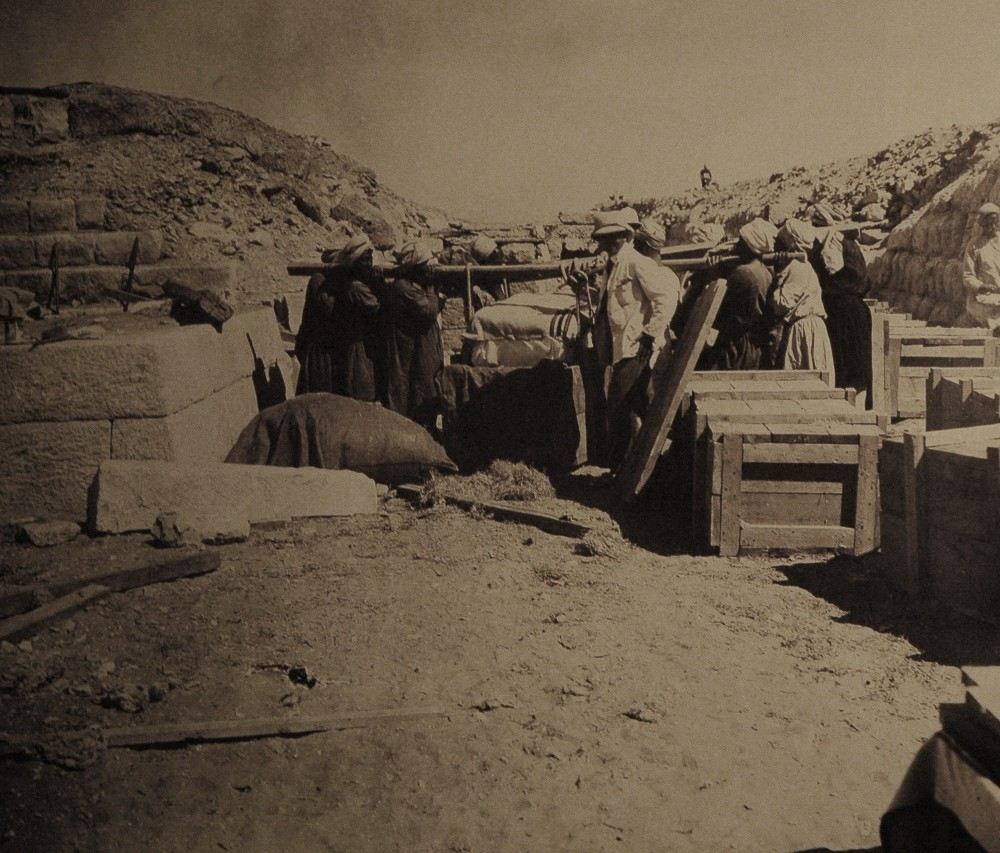
Abbau der Kultkammer der Mastaba des Kaninisut

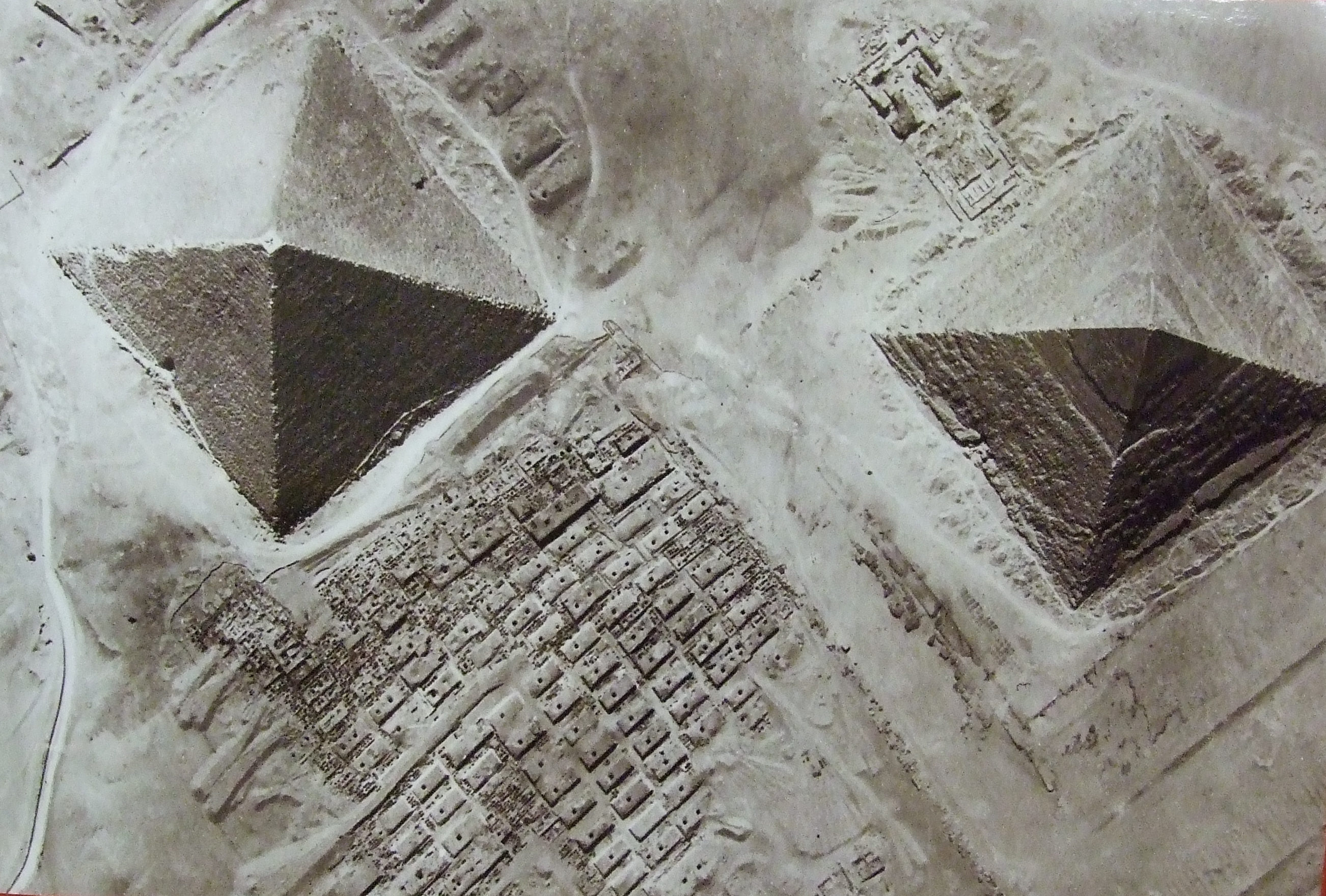
Luftaufnahme der Cheops-Pyramide (links), Chephren-Pyramide (rechts) und dem Westfriedhof dazwischen.

Das weitläufige Gräberfeld westlich der Cheops-Pyramide wurde 1902 in drei schmale, von Ost nach West verlaufende Abschnitte eingeteilt, für die jeweils Grabungskonzessionen an die USA, Italien und Deutschland vergeben wurden. Unter der deutschen Konzession führte Georg Steindorff von der Universität Leipzig zwischen 1903 und 1907 drei Grabungskampagnen durch, die vom deutschen Mäzen Wilhelm Pelizaeus finanziell unterstützt wurden und der in Hildesheim für seine Sammlung altägyptischer Altertümer ein eigenes Museum errichtete. Bei der Eröffnung des Pelizaeus-Museums am 29. Juli 1911 trafen sich Georg Steindorff und Hermann Junker, der zu dieser Zeit noch Grabungen in Nubien durchführte. Dabei einigte man sich auf ein „Tauschgeschäft“: Steindorff war schon seit längerem an einem Grabungsplatz in Nubien interessiert, während Junker seit längerem den Wunsch verspürte, in Gizeh archäologisch tätig zu sein. 1911 übernahm die Österreichische Akademie der Wissenschaften offiziell die deutsche Konzession in Gizeh. Diese bestand aus dem Mittelstreifen des sogenannten Westfriedhofs der Cheops-Pyramide und aus dem Abschnitt südlich der Cheops-Pyramide. Diese Grabungen wurden weiterhin von Wilhelm Pelizaeus finanziell unterstützt.
Junkers Absicht war es, das Grabungsgebiet „systematisch freizulegen“. Die Arbeiten begannen im Januar 1912 und während drei Kampagnen konnten bis 1914 eine Fläche von 15.000 m² und mehr als 600 Gräber archäologisch untersucht werden. Am 10. Januar 1913 entdeckten Hermann Junker und seine Mitarbeiter die Mastaba des Kaninisut. Bereits wenig später entschied man sich für den Kauf der Kultkammer für das Kunsthistorische Museum in Wien, um dort die typische Grabarchitektur des Alten Reiches präsentieren zu können.
Die vierte Kampagne für 1914/15 war bereits in Planung, als die politischen Ereignisse ein Europa eine weitere Beteiligung österreichischer Archäologen in Ägypten verhinderten. Auch nach dem Ersten Weltkrieg verhinderten die wirtschaftliche Situation in Österreich und die politische Situation in Ägypten, das bis 1922 britisches Protektorat blieb, eine baldige Wiederaufnahme der Grabungen.
Erst 1925 konnte wieder eine größere Summe bewilligt werden, die zur Wiederaufnahme der Grabung führte. In der vierten Kampagne ab Januar 1926 wurden alle unerledigten Stellen der Westkonzession untersucht und aufgenommen. 1927 konnten die dortigen Arbeiten abgeschlossen werden. In den Jahren 1928 und 1929 fanden an der Südseite der Cheopspyramide Grabungen statt. Nach insgesamt sieben Kampagnen endete das Gizaprojekt offiziell. 1929 erschien der erste Band des großangelegten Gizawerkes. Während der 1930er Jahre unternahm Junker mit österreichischer Konzession mehrere Nachuntersuchungen in Gizeh, die der Absicherung einer spezifischen Theorie von einem angeblichen 'nordischen' Ursprung der Pyramidenbauer dienten.

### Merimde-Benisalame und Leitung des Deutschen Instituts für Ägyptischer Altertumskunde in Kairo
Nach Gizeh wandte sich Junker wieder einem frühgeschichtlichen Fundplatz zu. Im Westdelta erwarb die Wiener Akademie eine Konzession für den Fundplatz Merimde-Benisalame. In sieben Kampagnen von 1929 bis 1939 legten die österreichischen Archäologen eine ausgedehnte jungsteinzeitliche Siedlung frei, die zu den wichtigsten Fundstellen dieser Epochen zählt. Der Zweite Weltkrieg setzte dem Unternehmen jedoch ein jähes Ende. In der jüngeren Forschung wurden Junkers völkische Denkmodelle hinter dieser Grabungsunternehmung offenbar, mit Bezügen auch zu seinen Grabungen in Gizeh.
Im Jahr 1929 übernahm Junker die Leitung des Deutschen Instituts für Ägyptische Altertumskunde, der Kairener Abteilung des Archäologischen Instituts des Deutschen Reiches, die er bis 1945 leitete. Laut eigener Aussage nahm er den Posten an, da ihm jede finanzielle Unterstützung für Ausgrabungen und Publikationen in Aussicht gestellt worden sei. So habe er weiterhin im Auftrag der Wiener Akademie in Merimde-Benisalame arbeiten können.
Außerdem folgte Junker 1929 einem Ruf an die Universität Kairo, wo er von 1934 bis 1939 als ordentlicher Professor für Ägyptologie unterrichtete und als Direktor des Archäologischen Instituts der Kairoer Universität wirkte. Sein Nachfolger in Wien wurde sein Schüler Wilhelm Czermak.
Da ihn der Ausbruch des Zweiten Weltkrieges während eines Urlaubs überraschte, konnte er angeblich das wissenschaftliche Material in Ägypten nicht sicherstellen. Die Abteilung Kairo wurde zuerst nach Berlin und 1943 nach Wien verlegt. Während des Krieges arbeitete Junker weiter an der Herausgabe des Gizamaterials. und hegte revisionistische Pläne für die Zeit nach dem Krieg. Er kehrte nie wieder nach Ägypten zurück.
Die Kriegsjahre und „die trübe Zeit nach Frühjahr 1945“ wollte Junker in seinen Lebenserinnerungen „unbeschrieben“ lassen. Sie wurde stattdessen anhand des Aktenmaterials rekonstruiert. Demnach versuchte sich Junker seiner Verantwortung als aktives Parteimitglied durch eine Flucht nach Argentinien zu entziehen.

### Antisemitisches Netzwerk an der Universität Wien
Hermann Junker gehörte der, im Geheimen operierenden, einflussreichen antisemitischen Professorengruppe „Bärenhöhle“ an, die durch Interventionen und Absprachen Habilitationen und Berufungen jüdischer oder linker Wissenschaftler zu verhindern suchte.

### Rolle während des Nationalsozialismus
In der älteren Forschungsliteratur stand bezüglich Junkers Rolle während des Nationalsozialismus ein Brief von Georg Steindorff, der 1939 in die USA emigrierte, im Mittelpunkt. Dieser Brief im Archiv des Institute for the Study of Ancient Cultures, West Asia & North Africa (bis 2023 Oriental Institute) der University of Chicago ist in der Forschung auch als Steindorff-Liste bekannt. Darin gibt es eine Auflistung von Ägyptologen mit Beurteilung ihres Verhaltens während des Nationalsozialismus. Über Hermann Junker urteilte Georg Steindorff:

„Dr. Hermann Junker, formerly professor of Egyptology at the University of Vienna, later director of the Deutsches Institut für ägyptische Altertumskunde in Cairo. It is very difficult to describe the character of this man because he has none. I have heard that it was rumored in England that Junker acted as a spy in Egypt. I do not believe it. He was too clever to compromise himself by such activity. He played safe. However, he used his position and the State Institute to promote Nazi propaganda. The Institute was always available for Nazi meetings, Junker’s house was always open to Nazi guests, chiefly Austrian. Every Nazi found a cordial reception in the German Institute in Cairo. I appreciate Junker as a scholar of first order. More than that, I am sorry I cannot say. At best, his actions and opinions have always been ambiguous.
 (deutsch: Dr. Hermann Junker, ehemals Professor für Ägyptologie an der Universität Wien, später Direktor des Deutschen Instituts für ägyptische Altertumskunde in Kairo. Es ist sehr schwierig, den Charakter dieses Mannes zu beschreiben, weil er keinen hat. Ich habe gehört, dass in England gemunkelt wurde, dass Junker als Spion in Ägypten fungierte. Ich glaube es nicht. Er war zu klug, um sich durch solche Aktivitäten zu gefährden. Er spielte sicher. Allerdings verwendete er seine Position und das staatliche Institut zur Förderung der Nazi-Propaganda. Das Institut war immer verfügbar für NS-Sitzungen, Junkers Haus war immer offen für Nazi-Gäste, vor allem Österreicher. Jeder Nazi fand einen herzlichen Empfang im Deutschen Institut in Kairo. Ich schätze Junker als erstrangigen Gelehrten. Mehr als das, es tut mir Leid, kann ich nicht sagen. Im besten Falle waren sein Handeln und seine Meinungen verschwommen.“

Anhand dieser Briefstelle wurden Zweifel an Junkers Darstellung, dass er unter Zwang der NSDAP beigetreten sei, geäußert.
Im Zuge der systematischen Aufarbeitung der Geschichte der Abteilung Kairo des DAI während der Zeit des Nationalsozialismus durch Susanne Voss wurden Junkers Hinwendung zum Nationalsozialismus, seine politischen Aktivitäten als Direktor in Kairo während der NS-Zeit und seine fachspezifischen völkischen Theorien inzwischen detailliert rekonstruiert. An Junkers politischer Verstrickung während des sog. Dritten Reichs besteht damit kein Zweifel mehr. Auch trat er nicht unter Zwang zum 1. November 1933 in die NSDAP ein (Mitgliedsnummer 3.391.277).
In der älteren Literatur wird als prominentester Besuch am Deutschen Institut in Kairo der des Reichspropagandaministers Joseph Goebbels am 8. April 1939 angeführt, der eine Führung in Gizeh durch Junker umfasste. Dieser Besuch ist auf Filmaufnahmen für eine Wochenschau dokumentiert. Laut Ausweis der Akten hat Goebbels jedoch das Kairoer Institut nicht besucht, sondern wurde nur in Gizeh geführt und dort im österreichischen Grabungshaus mit Tee bewirtet. Auch hielt er sich nicht am 8. April 1939 in Kairo auf, sondern vom 6. bis 7. April 1939. Die Führung fand am 7. April statt. Im Zusammenhang mit Junkers politischer Belastung als Leiter des Instituts bildet der touristische Besuch des Propagandaministers in Kairo tatsächlich nur eine Randnotiz.

### Nach 1945
Nach 1945 bildete die Herausgabe des Gizamaterials Junkers Lebensinhalt. Ohne festes Einkommen lebte er zunächst zurückgezogen in Rodaun bei Wien. Mitte der 1950er-Jahre gewährte ihm das Deutsche Archäologische Institut eine Pension. Da eine Überweisung ins Ausland noch nicht möglich war, verlegte er seinen Wohnsitz nach Trier.
Hermann Junker starb am 9. Januar 1962 in Wien.
Er wurde am Friedhof Rodaun bestattet.

## Ehrungen
- Ehrendoktorwürde der Theologie, Universität Würzburg, 1931[31]
- Ehrendoktorwürde der Literatur (DLitt), National University of Ireland, 1953[32]
- 1957 erhielt er zwei Festschriften zum 80. Geburtstag.
- 1959 erhielt er auf Betreibung des Bistums Trier das Bundesverdienstkreuz Erster Klasse.

## Veröffentlichungen (Auswahl)
Siehe das Schriftenverzeichnis in Festschrift Hermann Junker zum 80. Geburtstag gewidmet von seinen Freunden und Schülern.
- Bericht über die Grabungen der Akademie d. Wissenschaften in Wien auf den Friedhöfen von el-Kubanieh, Winter 1910/11. Wien 1919.
- Von der ägyptischen Baukunst des Alten Reiches. Wien 1928.
- Untersuchungen im Westfriedhof bei der Cheopspyramide von Gise. 12 Bände. (= Denkschriften der Kaiserlichen Akademie der Wissenschaften in Wien, Philosophisch-historische Klasse. (DAWW nach 1950: DÖAW) Bände 69-75, Wien 1929–1955.)
- Die Ägypter. In: Die Völker des antiken Orients. Freiburg 1933.
- Die Pyramidenzeit. Das Wesen der altägyptischen Religion. Zürich 1949.
- Die gesellschaftliche Stellung der ägyptischen Künstler im Alten Reich. Wien 1959.
- Leben und Werk in Selbstdarstellung (= Sitzungsberichte der Philosophisch-historische Klasse. Band 242, Nr. 5). Österreichische Akademie der Wissenschaften, Wien 1963 (mit einer Bibliographie seiner Werke S. 51–59).